# Liste der Bodendenkmale in Bosau
In der Liste der Bodendenkmale in Bosau sind die Bodendenkmale der Gemeinde Bosau nach dem Stand der Bodendenkmalliste des Archäologischen Landesamts Schleswig-Holstein von 2016 aufgelistet. Die Baudenkmale sind in der Liste der Kulturdenkmale in Bosau aufgeführt.
| Denkmal-ID           | Befundart           | Bezeichnung                                       | Zeitstellung                 | Lage | Bemerkungen | Bild |
| -------------------- | ------------------- | ------------------------------------------------- | ---------------------------- | ---- | ----------- | ---- |
| aKD-ALSH-Nr. 001 946 | Befestigung > Burg  | Burg/Motte/Ringwall/Turmhügel „Bischofswarder“    | Mittelalter                  |      |             |      |
| aKD-ALSH-Nr. 001 947 | Befestigung > Burg  | Burg/Motte/Ringwall/Turmhügel „Katzburg“          | Mittelalter                  |      |             |      |
| aKD-ALSH-Nr. 001 948 | Befestigung > Burg  | Burg/Motte/Ringwall/Turmhügel                     | Mittelalter                  |      |             |      |
| aKD-ALSH-Nr. 001 949 | Befestigung > Burg  | Burg/Motte/Ringwall/Turmhügel                     | Mittelalter                  |      |             |      |
| aKD-ALSH-Nr. 001 950 | Befestigung > Burg  | Burg/Motte/Ringwall/Turmhügel „Brunsbarg“         | Mittelalter                  |      |             |      |
| aKD-ALSH-Nr. 001 951 | Befestigung > Burg  | Burg/Motte/Ringwall/Turmhügel                     | Mittelalter                  |      |             |      |
| aKD-ALSH-Nr. 001 952 | Befestigung > Burg  | Burg/Motte/Ringwall/Turmhügel                     | Mittelalter                  |      |             |      |
| aKD-ALSH-Nr. 001 953 | Grabmal > Grabhügel | Grabhügel „Kleines Hasenberggehege“               | Vor- und/oder Frühgeschichte |      |             |      |
| aKD-ALSH-Nr. 001 954 | Grabmal > Grabhügel | Grabhügel                                         | Vor- und/oder Frühgeschichte |      |             |      |
| aKD-ALSH-Nr. 001 955 | Grabmal > Grabhügel | Grabhügel „Kleines Hasenberggehege“               | Vor- und/oder Frühgeschichte |      |             |      |
| aKD-ALSH-Nr. 001 956 | Grabmal > Grabhügel | Grabhügel „Kleines Hasenberggehege“               | Vor- und/oder Frühgeschichte |      |             |      |
| aKD-ALSH-Nr. 001 957 | Altacker            | Altacker (celtic field) „Kleines Hasenberggehege“ |                              |      |             |      |
| aKD-ALSH-Nr. 001 958 | Altacker            | Altacker (celtic field) „Kleines Hasenberggehege“ |                              |      |             |      |